# Ryan Bennett
Ryan Bennett (6 de març de 1990) és un futbolista professional anglès que juga de defensa central pel Wolverhampton Wanderers FC de la Premier League.